# Aplomya metallica
Aplomya metallica är en tvåvingeart som först beskrevs av Christian Rudolph Wilhelm Wiedemann 1824.  Aplomya metallica ingår i släktet Aplomya och familjen parasitflugor. Inga underarter finns listade i Catalogue of Life.